# Chris Christie
Christopher James Christie, detto Chris (Newark, 6 settembre 1962), è un politico statunitense.
Già avvocato di professione, è stato attorney federale per vari anni. Impegnatosi in politica nelle file del Partito Repubblicano, è divenuto governatore del New Jersey nel 2009 ed è stato candidato repubblicano alle presidenziali del 2016 fino alla decisione di interrompere la campagna elettorale il 10 febbraio.

## Biografia
Nato a Newark, è figlio di Sondra A. Grasso, di origini siciliane, e di Wilbur James "Bill", un revisore dei conti di origini scozzesi da parte di padre. Dopo aver studiato legge alla Seton Hall University, divenne avvocato ed esercitò questa professione per diversi anni. Nel frattempo cominciò ad operare in politica a livello locale, aderendo al Partito Repubblicano. Dopo aver lavorato anche come lobbista, nel 2001 fu nominato United States attorney (una sorta di pubblico ministero che si occupa di reati di competenza federale). Rivestì questo incarico per circa sette anni durante i quali si occupò soprattutto di casi riguardanti politici accusati di corruzione.
Nel 2009 si candidò alla carica di governatore del New Jersey e riuscì a ottenere la nomination repubblicana. Nelle elezioni generali affrontò il governatore democratico in carica, Jon Corzine, che riuscì a sconfiggere di misura. Nel 2012 era stata ipotizzata una sua candidatura alle elezioni presidenziali, ma lui stesso annunciò la intenzione di non prendere parte alla competizione. Nel 2013 viene riconfermato Governatore del New Jersey con oltre il 60% dei voti, sconfiggendo la senatrice democratica Barbara Buono. Nella competizione elettorale riesce a imporsi nettamente in tutte le fasce elettorali e territoriali di uno Stato tradizionalmente democratico. Nel 2013 diventa Presidente dell'Associazione Governatori Repubblicani.
Il 30 giugno del 2015, in un incontro nella palestra della scuola della cittadina di Livingston, annuncia la sua candidatura alle presidenziali del 2016.
Sposato con Mary Pat Foster e padre di quattro figli, Christie è giudicato un repubblicano di vedute moderate ed è spesso etichettato come di area centrista. Alcuni commentatori politici sostengono l'essere affetto da obesità possa nuocere alla sua carriera politica.

### Scandalo Bridgegate
Il 10 gennaio 2014 vengono rese note delle mail confidenziali che Bridget Ann Kelly, vicecapo di gabinetto del governatore Christie, aveva intrattenuto con David Wilderstein, uno dei capi dell'autorità portuale, responsabile per il traffico sul ponte George Washington, il più trafficato d'America (è il viadotto che, insieme a due tunnel, collega il New Jersey alla città di New York attraversando il fiume Hudson) nelle quali la collaboratrice di Christie chiedeva "di creare qualche problema di traffico a Fort Lee" (città all'imboccatura del ponte), circostanza che poi si verifica tre giorni, con tre corsie su quattro chiuse senza motivo.
L'ingorgo, secondo gli inquirenti, sarebbe stato creato ad arte: una vera e propria vendetta politica nei confronti del Sindaco democratico di Fort Lee, Mark Sokolich, reo di aver negato il suo sostegno bipartisan alla riconferma di Christie (repubblicano) alla carica di Governatore, appoggio che, invece, era stato concesso da altri sedici sindaci democratici dello Stato. Il Governatore si è detto da subito estraneo alla vicenda, e ha rimandato le responsabilità ai funzionari del ponte (tra cui lo stesso Wilderstein), poi costretti a dimettersi per le durissime polemiche. In seguito,  però, sono emersi documenti riservati che hanno tirato in ballo gli stretti collaboratori di Christie, circostanze che hanno fatto ventilare l'ipotesi di un sabotaggio elettorale ai danni di Sokolich. Di fronte all'evidenza, il Governatore si è assunto la piena responsabilità politica dell'accaduto denunciando, però, di essere stato ingannato dai suoi più stretti collaboratori, subito licenziati: essi,  quali, a suo dire, avrebbero agito del tutto a sua insaputa, anche se a suo esclusivo vantaggio. Il Partito Democratico ha chiesto le immediate dimissioni di Christie dalla carica di Governatore, carica nella quale era stato riconfermato da pochi mesi, mentre il The Wall Street Journal ha identificato lo scandalo come l'epilogo della sua corsa alla Casa Bianca quale candidato repubblicano per le Presidenziali del 2016.

### Scandalo Sandygate
Il 13 gennaio 2014 Christie risulta indagato per i fondi destinate alle popolazioni del New Jersey vittime dell'uragano Sandy, quantificati in venticinque milioni di dollari di aiuti federali. Questo nuovo scandalo nasce dalla denuncia di un deputato democratico del New Jersey, Frank Pallone, che l'estate precedente ha inviato al Department of Housing and Urban Development una lettera con la richiesta di indagare sull'utilizzo dei fondi per l'uragano.
Christie infatti, secondo l'ipotesi di Pallone, avrebbe utilizzato parte dei fondi per una serie di spot televisivi che magnificavano lo stato delle coste del New Jersey, invitando gli americani ad andarci in vacanza e minimizzando gli effetti di Sandy. Pallone faceva però notare che per la produzione degli spot era stata scelta una società di marketing e comunicazione che offriva un prezzo più alto rispetto ai concorrenti (circa 2,2 milioni in più). Inoltre, gli spot sarebbero serviti come pubblicità elettorale per il Governatore e la sua famiglia in vista delle imminenti elezioni in New Jersey, penalizzando invece una società che si opponeva alla indebita campagna pubblicitaria.

### Presidenziali 2016
Dopo la sconfitta di Mitt Romney contro Obama, nel 2012, il nome di Christie era ritenuto quello più forte in campo repubblicano per riconquistare la Casa Bianca nel 2016 secondo tutti i sondaggi. Tuttavia dopo gli scandali familiari e politici che lo hanno colpito, il gradimento di Christie è precipitato irreversibilmente tanto che diversi autorevoli quotidiani hanno messo in dubbio la sua stessa candidatura.
Il 30 giugno 2015 annuncia la sua candidatura alle primarie repubblicane per le Presidenziali 2016 in una palestra della cittadina di Livingston. I sondaggi, all'inizio, lo danno comunque basso tra 6-7% anche se non distante dal superfavorito del partito, il candidato moderato Jeb Bush (13%). Tuttavia con la discesa in campo dei candidati ultraconservatori anti-establishment come Donald Trump e Ben Carson il suo consenso si stabilizza tra 3.4% e 3.2% in basso alla classifica non distante dallo stesso Bush tra il 4.5% e 5.5% anche lui, come Christie, penalizzato per il suo conservatorismo moderato ed per essere un candidato gradito all'apparato del partito.
Il 1º febbraio 2016, il primo caucus dello Iowa, consegna a Christie una bruciante sconfitta: un misero 1.8% piazzandosi decimo su dodici candidati (Bush si piazza sesto col 2.8%) all'ombra del senatore ultraconservatore Ted Cruz (27%), il miliardario radicale Donald Trump (24%), il senatore conservatore ma di posizioni più moderate Marco Rubio (23%) diventato ormai il candidato dei voti e rappresentanti moderati orfani ormai di Christie e Bush. Il 7 febbraio 2016, le primarie del New Hampshire affondano definitivamente la candidatura di Chistie. Ottiene il 7,4% con 21.000 voti piazzandosi sesto su otto non conquistando alcun delegato perché rimasto sotto la soglia minima del 10% mentre risorge l'altro competitor moderato del partito Bush che ottiene un sorprendente 11% al quarto posto superando persino un deludente Rubio mentre desta attenzione lo straordinario secondo posto col 15% del moderato Governatore del vicino Ohio, John Kasich. Dopo poche ore dal voto, annuncia la fine della sua corsa presidenziale. È il primo a ritirarsi dopo il voto in NH ed il quarto a ritirarsi dopo Rick Santorum, Rand Paul, Mike Huckabee (dopo voto Iowa); il dodicesimo dopo George Pataki, Lindsey Graham, Bobby Jindal, Scott Walker e Rick Perry a lasciare prima degli inizi
Il 26 febbraio 2016 appoggia, sorprendentemente, il miliardario newyorkese Donald Trump. La decisione del Governatore del New Jersey ha lasciato sbigottita l'intera opinione pubblica americana in quanto Christie è uno dei più importanti esponenti del conservatorismo moderato (insieme proprio a Jeb Bush massimi favoriti alla vigilia) dominanti nella linea politica dell'establisment del GOP, mentre Trump, frontrunner per tutta la campagna repubblicana e vincitore netto nei primi test di New Hampshire, South Carolina e Nevada, si è distinto per una campagna dalle idee ultraconservatrici con proposte estremiste choc in tema di immigrazione e politica economica, in netta antitesi all'apparato di partito, che vede nel miliardario il candidato peggiore alla nomination.
La scelta di Christie ha tuttavia affrancato la credibilità di Trump anche tra i moderati (nei sondaggi è volato dal 38% al 42.5%) spaccando un fronte che si sarebbe dovuto compattare in maniera monolitica da parte dei candidati sconfitti nel candidato più credibile rimasto in corso, il senatore di origini cubane Marco Rubio, leader dei Tea Party ma di posizioni più moderate considerato l'unico candidato credibile del partito per intercettare i moderati fondamentali alla vittoria per la Casa Bianca contro i Democratici. Secondo i media, l'appoggio a Trump, motivato da una amicizia decennale (nonostante Christie sia stato uno dei più acerrimi nemici nei dibattiti con duri attacchi), è stata vista come l'intenzione dello sconfitto di salire sul carro dei vincitori sperando in una possibile candidatura come vicepresidente in ticket con Trump presidente. È il sesto ex candidato repubblicano nella corsa presidenziale 2016 a fare un pubblico endorsement dopo Lindsey Graham (Bush), Rick Perry (Cruz), George Pataki (Rubio), Bobby Jindal (Rubio) e Rick Santorum (Rubio), secondo dopo Santorum (dopo voto Iowa), a fare un appoggio dopo un voto elettorale (Iowa, New Hampshire, South Carolina e Nevada) ed il primo in assoluto a sostenere Trump.

### Presidenziali 2024
Il 6 giugno 2023, presentando i documenti ufficiali per le elezioni presidenziali del 2024, si candida per la seconda volta..
Con la sua candidatura, Christie si presenta come un repubblicano moderato, anche alla luce del fatto che abbia sostenuto gli aiuti militari all'Ucraina, tema sul quale molti avversari conservatori radicali risultavano titubanti o contrari.
Christie ritira la sua candidatura il 10 gennaio 2024, con una percentuale altamente insoddisfacente nei sondaggi, 5 giorni prima dell'inizio dei caucus dell'Iowa.

## Posizioni politiche

### Opposizione a Donald Trump
Schierato contro Donald Trump, durante la corsa per le primarie repubblicane lo ha definito "lonely, self-consumed, self-serving mirror hog" [maiale solo, impacciato ed egocentrico]. Christie ha anche attaccato gli altri contendenti per aver difeso Trump riguardo alle accuse federali per i documenti riservati e il suo ruolo nell'assalto al Campidoglio.

### Politica estera
Christie sostiene l'aumento degli aiuti militari all'Ucraina, definendo gli aiuti attuali insufficienti per sconfiggere l'invasione russa. Ha inoltre dichiarato che armare l'Ucraina dissuaderebbe la Cina dall'invadere Taiwan. Il 4 agosto 2023 Christie si è recato senza preavviso in Ucraina, visitando la città di Buca, tristemente nota per il massacro di civili da parte delle forze russe. Christie ha anche incontrato il presidente ucraino Volodymyr Zelens'kyj, lodando la resistenza ucraina e ribadendo il suo sostegno armato.

### LGBT
Come governatore, Christie si è opposto al matrimonio omosessuale ma ha espresso sostegno per la legge sull'unione civile del New Jersey, che estendeva alle coppie gay gli stessi benefici legali del matrimonio. Nel 2009 ha affermato che avrebbe posto il veto a qualsiasi legge che legalizzasse il matrimonio omosessuale nello stato, sottolineando: "Credo anche che il matrimonio dovrebbe essere esclusivamente tra un uomo e una donna... Se una legge che legalizza il matrimonio omosessuale venisse alla mia scrivania come governatore, porrei il veto."